# イグジビット
イグジビット（Xzibit, 本名: Alvin Nathaniel Joiner, 1974年9月18日 - ）はアメリカ合衆国デトロイト出身のラッパー、俳優、テレビ・パーソナリティー。アルヴィン・“イグジビット”・ジョイナーやアルヴィン・ジョイナーの名義が使われることもある。同じくラッパーのエミネムとも親交が深い。

## 来歴

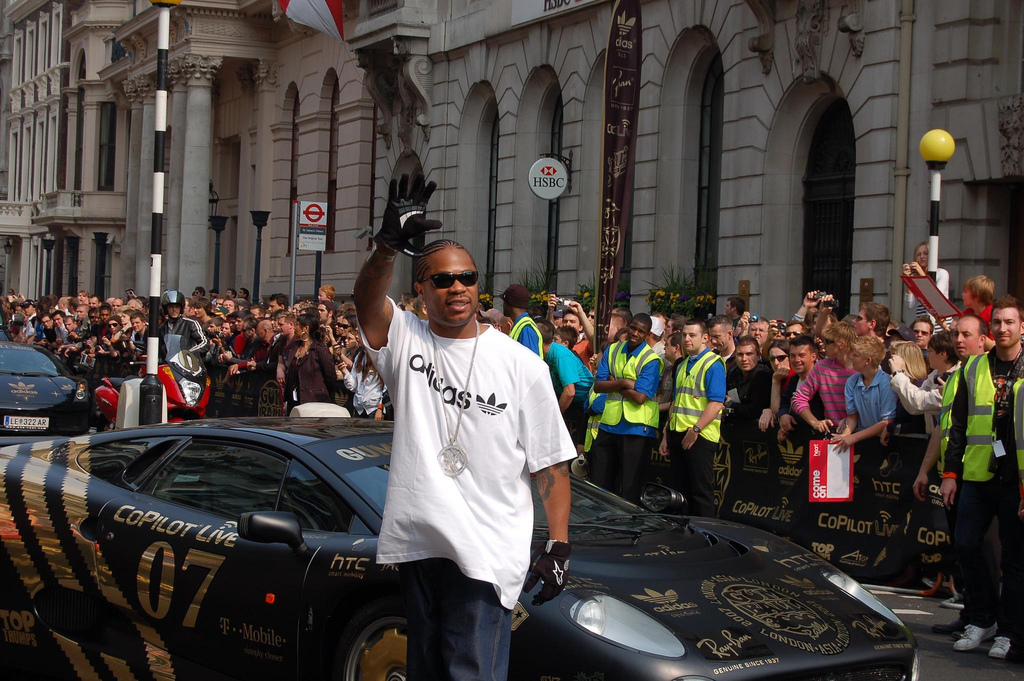
ロンドンでのガムボール3000の会場にて（2007年）

アメリカで1995年から活動をはじめ、翌年のアルバム『At the Speed of Life』でヒットした。また、車好きであることからMTVの番組「Pimp My Ride」のパーソナリティとして出演し人気を博している。
2008年に息子を亡くして以降、活動を自粛していたが、2010年3月、アメリカの人気番組「ザ・モニーク・ショー」に出演した。

## ディスコグラフィ
- At the Speed of Life (1996)
- 40 Dayz & 40 Nightz (1998)
- Restless (2000)
- Man vs. Machine (2002)
- Weapons of Mass Destruction (2004)
- Full Circle (2006)
- Napalm (2012)

## フィルモグラフィ

### 映画
- The Breaks (1999)
- Tha Eastsidaz (2000)
- The Slim Shady Show (2001)
- ザ・ウォッシュ The Wash (2001)
- 8 Mile 8 Mile (2002)
- Full Clip (2004)
- The Chronicles of Riddick: Escape from Butcher Bay (2004) 声
- トリプルX ネクスト・レベル xXx: State of the Union (2005)
- すべてはその朝始まった Derailed (2005)
- リトル・レッド レシピ泥棒は誰だ!? Hoodwinked! (2005)
- ギャングスターズ 明日へのタッチダウン Gridiron Gang (2006)
- Xファイル The X Files: I Want to Believe (2008)
- バッド・ルーテナント Bad Lieutenant: Port of Call New Orleans (2009)
- ワイルド・スピード MAX Fast and Furious (2009)
- Fencewalker (2009)
- ネイビーシールズ: チーム6 Seal Team Six: The Raid on Osama Bin Laden (2012)

### テレビシリーズ
- Pimp My Ride Pimp My Ride (2004-2007)
- CSI:マイアミ CSI: Miami (2004) シーズン2 (22話)
- ブーンドックス The Boondocks (2006) 声
- Hawaii Five-0 (2013-2015) シーズン4(7＆19話) シーズン5(14話)
- Empire 成功の代償 Empire (2016-2018) シーズン2からシーズン4